# Saut en longueur féminin aux Jeux olympiques d'été de 2012
Pour un article plus général, voir Athlétisme aux Jeux olympiques d'été de 2012.
Navigation
Pékin 2008 Rio 2016
Le concours du saut en longueur féminin aux Jeux olympiques de 2012 a eu lieu le 7 août pour les qualifications, et la finale le 8 août, dans le Stade olympique de Londres.
Les limites de qualifications étaient de 6,75 m pour la limite A et de 6,65 m pour la limite B.

## Records
Avant cette compétition, les records dans cette discipline étaient les suivants :
| Record du monde  | 7,52 m | Galina Chistyakova   | 11 juin 1988      | Léningrad |
| Record olympique | 7,40 m | Jackie Joyner-Kersee | 29 septembre 1988 | Séoul     |

## Médaillées
| Or             | Argent         | Bronze        |
| Brittney Reese | Elena Sokolova | Janay DeLoach |

## Résultats

### Finale (8 août)
| Rang               | Athlète                     | Pays            | Essais | Essais | Essais | Essais | Essais | Essais | Marque | Notes |
| Rang               | Athlète                     | Pays            | 1      | 2      | 3      | 4      | 5      | 6      | Marque | Notes |
| ------------------ | --------------------------- | --------------- | ------ | ------ | ------ | ------ | ------ | ------ | ------ | ----- |
| Médaille d'or      | Brittney Reese              | États-Unis      | x      | 7,12   | x      | x      | 6,69   | x      | 7,12 m |       |
| Médaille d'argent  | Yelena Sokolova             | Russie          | 6,80   | 7,07   | 6,84   | 6,93   | 6,78   | 6,79   | 7,07 m | PB    |
| Médaille de bronze | Janay DeLoach               | États-Unis      | 6,77   | x      | 6,71   | 6,74   | 6,89   | x      | 6,89 m |       |
| 4                  | Lyudmila Kolchanova         | Russie          | x      | x      | 6,76   | 6,44   | x      | 5,97   | 6,76 m |       |
| 5                  | Éloyse Lesueur              | France          | 6,57   | x      | x      | x      | 6,67   | x      | 6,67 m |       |
| 6                  | Shara Proctor               | Grande-Bretagne | 6,55   | x      | 6,37   | –      | –      | –      | 6,55 m |       |
| 7                  | Veronika Shutkova           | Biélorussie     | 6,37   | 6,54   | 6,53   | –      | –      | –      | 6,54 m |       |
| 8                  | Ivana Španović              | Serbie          | 4,29   | 6,33   | 6,35   | –      | –      | –      | 6,35 m |       |
| —                  | Ineta Radēviča              | Lettonie        | 6,88   | 6,77   | 6,74   | x      | x      | 6,79   | DSQ    |       |
| —                  | Anna Nazarova               | Russie          | x      | 6,77   | x      | 6,56   | 6,45   | 6,62   | DSQ    |       |
| —                  | Nastassia Mironchyk-Ivanova | Biélorussie     | 6,61   | 6,62   | 6,54   | 6,72   | x      | 4,55   | DSQ    |       |
| —                  | Karin Mey Melis             | Turquie         | —      | —      | —      | —      | —      | —      | DNS    |       |

### Qualifications (7 août)
| Rang | Groupe | Athlète                     | Nationalité     | 1er  | 2e   | 3e   | Résultat | Notes |
| ---- | ------ | --------------------------- | --------------- | ---- | ---- | ---- | -------- | ----- |
| 1    | A      | Shara Proctor               | Grande-Bretagne | 6,83 | -    | -    | 6,83 m   | Q     |
| 2    | B      | Janay DeLoach               | États-Unis      | 6,81 | -    | -    | 6,81 m   | Q     |
| 3    | A      | Karin Mey Melis             | Turquie         | 6,80 | -    | -    | 6,80 m   | Q     |
| 4    | A      | Yelena Sokolova             | Russie          | 6,63 | 6,71 | -    | 6,71 m   | Q     |
| 5    | B      | Ineta Radēviča              | Lettonie        | 6,58 | 6,59 | 6,68 | 6,68 m   | q     |
| 6    | A      | Nastassia Mironchyk-Ivanova | Biélorussie     | 6,55 | 6,62 | 6,66 | 6,66 m   | q     |
| 7    | B      | Anna Nazarova               | Russie          | x    | 6,62 | x    | 6,62 m   | q     |
| 8    | A      | Lyudmila Kolchanova         | Russie          | 6,57 | x    | 6,54 | 6,57 m   | q     |
| 9    | A      | Brittney Reese              | États-Unis      | x    | x    | 6,57 | 6,57 m   | q     |
| 10   | B      | Éloyse Lesueur              | France          | 6,48 | x    | 6,38 | 6,48 m   | q     |
| 11   | A      | Ivana Španović              | Serbie          | x    | 6,21 | 6,41 | 6,41 m   | q     |
| 12   | B      | Veronika Shutkova           | Biélorussie     | 6,01 | 6,21 | 6,40 | 6,40 m   | q     |
| 13   | B      | Arantxa King                | Bermudes        | 6,40 | x    | 6,20 | 6,40 m   |       |
| 14   | A      | Volha Sudarava              | Biélorussie     | 6,38 | 6,35 | 6,13 | 6,38 m   |       |
| 15   | B      | Maurren Higa Maggi          | Brésil          | 6,37 | x    | 6,27 | 6,37 m   |       |
| 16   | B      | Chelsea Hayes               | États-Unis      | 6,11 | 6,37 | 6,05 | 6,37 m   |       |
| 17   | A      | Blessing Okagbare           | Nigeria         | 6,32 | 6,20 | 6,34 | 6,34 m   |       |
| 18   | A      | Bianca Stuart               | Bahamas         | 5,30 | 6,31 | 6,32 | 6,32 m   |       |
| 19   | B      | Concepción Montaner         | Espagne         | 6,30 | 6,13 | x    | 6,30 m   |       |
| 20   | B      | Viktoriya Rybalko           | Ukraine         | x    | 6,21 | 6,29 | 6,29 m   |       |
| 21   | B      | Sosthene Moguenara          | Allemagne       | 6,23 | x    | x    | 6,23 m   |       |
| 22   | A      | Marestella Torres           | Philippines     | 5,98 | 6,21 | 6,22 | 6,22 m   |       |
| 23   | A      | Ola Sesay                   | Sierra Leone    | 6,22 | 5,77 | 5,91 | 6,22 m   |       |
| 24   | B      | Viorica Țigău               | Roumanie        | 6,21 | x    | x    | 6,21 m   |       |
| 25   | B      | Irene Pusterla              | Suisse          | 6,20 | 6,14 | 4,88 | 6,20 m   |       |
| 26   | A      | Marharyta Tverdohlib        | Ukraine         | x    | 6,19 | 6,19 | 6,19 m   |       |
| 27   | B      | Jana Velďáková              | Slovaquie       | 6,02 | 6,18 | x    | 6,18 m   |       |
| 28   | A      | Lauma Grīva                 | Lettonie        | 6,10 | 5,96 | 6,08 | 6,10 m   |       |
| —    | A      | Maiko Gogoladze             | Géorgie         | x    | x    | x    | NM       |       |
| —    | A      | Yuliya Tarasova             | Ouzbékistan     | x    | x    | x    | NM       |       |
| —    | B      | Caterine Ibargüen           | Colombie        | –    | –    | –    | DNS      |       |
| —    | B      | Margrethe Renstrøm          | Norvège         | –    | –    | –    | DNS      |       |

## Légende
Records et Performances
- AR : Record continental (area record)
- CR : Record des championnats (championship record)
- MR : Record du meeting (meet record)
- NR : Record national (national record)
- OR : Record olympique (olympic record)
- PR : Record paralympique (paralympic record)
- PB : Record personnel (personal best)
- SB : Meilleure performance personnelle de la saison (season's best)
- WL : Meilleure performance mondiale de l'année (world leader)
- WJR : Record du monde junior (world junior record)
- WR : Record du monde (world record)

Circonstances et Conditions
- DNF : N'a pas terminé (did not finish)
- DNS : N'a pas pris le départ (did not start)
- DQ : Disqualification (disqualification)
- NM : Aucun essai valable enregistré (No Mark)
- Q : Qualifié « directement » au prochain tour (ou à la prochaine compétition), lors d'une compétition majeure, grâce au classement ou à la réalisation des minima (automatic qualifier)
- q : Qualifié au prochain tour (ou à la prochaine compétition), lors d'une compétition majeure, grâce au repêchage ou à la réalisation de l'une des meilleures performances parmi celles des « non qualifiés directement » (grâce au meilleur temps ou à la meilleure distance par exemple) (secondary qualifier)